# Jovan Rašković
Jovan Rašković  (Knin, 5. srpnja 1929. – Beograd, 29. srpnja 1992.) bio je psihijatar i političar iz Hrvatske. U Zagrebu je studirao elektrotehniku i medicinu, doktorirao neuropsihijatriju, bio profesor na sveučilištima u Zagrebu i Ljubljani, član Medicinske akademije Hrvatske te Srpske akademije znanosti i umjetnosti (SANU). Autor je knjiga Narcizam (1988), Zločin i krivnja (1990), Luda zemlja (1990), Depersonalizacija (1991).
Osnovao je Srpsku demokratsku stranku koja je od 1990. do 1992. djelovala na području Hrvatske, okupljajući njezino srpsko stanovništvo. Jednim je od zagovornika i ideologa srpske pobune u Hrvatskoj. Iako je priznavao suverenitet hrvatskoga naroda i Hrvatske, tražio je priznanje suvereniteta srpskoga naroda u Hrvatskoj. Bio je potpredsjednik Hrvatskoga sabora,[kada?] a ponudu da bude potpredsjednik vlade odbio je jer se time ne bi mogla „nadoknaditi ravnopravnost srpskoga naroda”.
Na početku zaoštrene krize u SFR Jugoslaviji 1989. i 1990. godine slovi kao duhovni vođa krajinskih Srba. Tada je putovao po Hrvatskoj i Bosni i Hercegovini, okupljao Srbe i psihološki ih pripremao na rat. Zastupao je teze da su Srbi stvoreni „da budu vladari”, Hrvati „vezani za kastraciju”, a Muslimani „fiksirani na analnu fazu”.:99 Često je ponavljao i evocirao ustaške zločine i kako stvarne, tako i nestvarne pokolje, koji ih tobože čekaju i u novoj državi, u svrhu psihološke priprave i opravdanja za buduće zločine.[provjeriti] Tada su pripremani budući ratni zločini, etničko čišćenje, preseljenja stanovništva, pljačke i sl., a u konačnici i rat.[nedostaje izvor]
Uvidjevši da u Bosni i Hercegovini ne postoji stranka slična njegovoj, nagovorio je svoga kolegu psihijatra Radovana Karadžića na bavljenje politikom.[nedostaje izvor][s en.wiki] Kad su ga u svibnju 1990. upitali tko mu je najveći uzor ili mentor, Karadžić je istaknuo upravo Raškovića.
S vremenom Rašković gubi podršku u svojoj stranci, a preuzimaju je radikali s potporom iz Beograda. Politiku je napustio nakon incidenta na Plitvicama na Uskrs 1991. i otišao živjeti u Beograd. Nedugo prije smrti izjavio je da se smatra odgovornim za potpaljivanje srpskog nacionalizma i emocionalne vatre u srpskom narodu, ne samo u Hrvatskoj.